# Alandroal
Alandroal là một huyện thuộc tỉnh Évora, Bồ Đào Nha. Huyện này có diện tích 544 km², dân số thời điểm năm 2001 là 6585 người.